# Walter de Silva

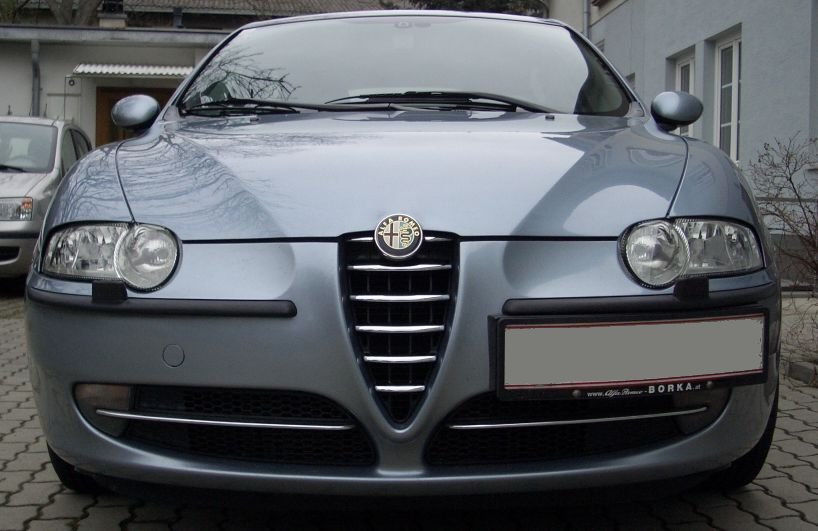
Alfa Romeo 147 i modern Alfa-design med retroinslag skapades av de Silva.

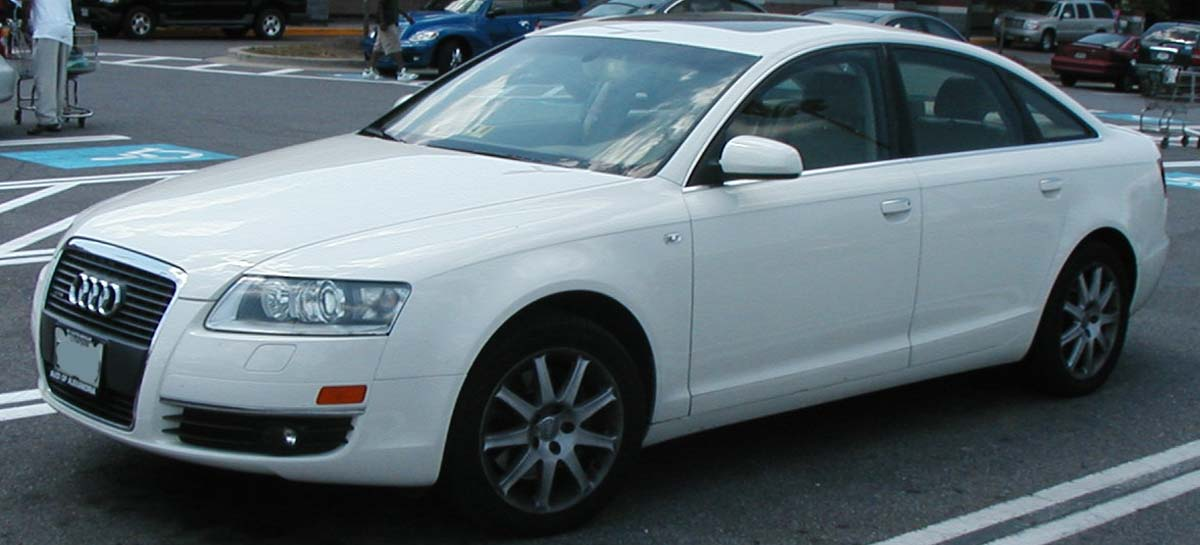
Audi A6 med single-frame grille ritades av de'Silva.

Walter Maria de Silva, född 27 februari 1951, är en italiensk bildesigner.
Walter de Silva arbetade under många år på Centro Stile Alfa Romeo och blev känd för formgivningen av Alfa Romeo 156 och Alfa Romeo 147 som båda fick utmärkelsen Årets bil i Europa. Han gick över till Volkswagen AG och har haft ansvaret för Audi, Seat och Lamborghinis design. Han är känd för sin sportiga design vilket han visat i Alfa Romeo-modellerna och Seat-modellerna han varit med och tagit fram. Walter de Silva har förändrat Audis utseende i och med införandet av en dominerade grill i fronten, single-frame grille, på alla Audimodeller. De Silva ligger bakom nya Audimodeller som A6, Q7, TT, Audi A5 och R8. SUV-modellen Q7 markerar Audis satsning på SUV-segmentet. Man har också visat ett antal sportiga konceptbilar.
Ett återkommande tema hos de Silva är arbetet med fordonets grill.
Walter de Silva blev ny designchef för hela Volkswagenkoncernen 1 februari 2007.